# Mistrzostwa Afryki w Piłce Ręcznej Kobiet 1998
Mistrzostwa Afryki w piłce ręcznej kobiet 1998 – trzynaste mistrzostwa Afryki w piłce ręcznej kobiet, oficjalny międzynarodowy turniej piłki ręcznej o randze mistrzostw kontynentu organizowany przez CAHB mający na celu wyłonienie najlepszej żeńskiej reprezentacji narodowej w Afryce. Odbył się w dniach 18–28 października 1998 roku. Tytułu zdobytego w 1996 roku broniła reprezentacja Wybrzeża Kości Słoniowej.
Drużyny rywalizowały w dwóch trzyzespołowych grupach, z których dwie pierwsze awansowały do półfinałów, pozostałe dwie zaś rywalizowały o miejsce piąte. Tytuł mistrzowski wywalczyła reprezentacja Angoli i wraz z pozostałymi medalistami zakwalifikowała się na MŚ 1999.

## Finał
| 28 października 1998 | Angola | 31:23 | Kongo |  |
| 28 października 1998 |        | 31:23 |       |  |

## Klasyfikacja końcowa
| Miejsce | Reprezentacja            | Uwagi          |
| ------- | ------------------------ | -------------- |
| złoto   | Angola                   | awans: MŚ 1999 |
| srebro  | Kongo                    | awans: MŚ 1999 |
| brąz    | Wybrzeże Kości Słoniowej | awans: MŚ 1999 |
| 4       | Kamerun                  | -              |
| 5       | Mozambik                 | -              |
| 6       | Południowa Afryka        | -              |